# Эското, Амаури
Амаури Габриэль Эското Руис (исп. Amaury Gabriel Escoto Ruiz; родился 30 ноября 1992 года в Сапопане, Мексика) — мексиканский футболист, нападающий клуба «Толука».

## Клубная карьера
Эското начал карьеру в клубе «Керетаро». 1 мая 2011 года в матче против «Чьяпас» он дебютировал в мексиканской Примере. 6 января 2013 года в поединке против «Леона» Амаури забил свой первый гол за команду.
В начале 2015 года Эското перешёл в УАНЛ Тигрес на правах аренды с правом последующего выкупа. 19 февраля в матче Кубка Либертадорес против перуанского «Хуан Аурич» Амаури дебютировал за «тигров». В следующем поединке турнира против боливийского «Сан-Хосе Оруро» он забил свой первый гол за команду. 26 июля в матче против «Толуки» Амаури дебютировал за клуб в Лиге MX. По окончании сезона Эското стал чемпионом Мексики.

## Достижения
Командные
 УАНЛ Тигрес
- Чемпионат Мексики по футболу — Апертура 2015